# Большедороховське сільське поселення
Большедо́роховське сільське поселення (рос. Большедороховское сельское поселение) — сільське поселення у складі Асінівського району Томської області Росії.
Адміністративний центр — село Больше-Дорохово.
Населення сільського поселення становить 923 особи (2019; 1117 у 2010, 1214 у 2002).

## Склад
До складу сільського поселення входять:
| Населений пункт        | Населення, осіб (2002) | Населення, осіб (2010) |
| ---------------------- | ---------------------- | ---------------------- |
| Больше-Дорохово, село  | 525                    | 501                    |
| Воронино-Яя, присілок  | 68                     | 54                     |
| Ітатка, присілок       | 4                      | 5                      |
| Побєда, присілок       | 195                    | 177                    |
| Тихомировка, присілок  | 157                    | 107                    |
| Феоктистовка, присілок | 265                    | 273                    |